# تهتهه رایی بهادر
تهتهه رایی بهادر (به انگلیسی: Thutha Rai Bahadar) یک شهرک در پاکستان است که در ناحیه گجرات واقع شده‌است.